# Rue du Vertbois (Liège)
Pour les articles homonymes, voir Rue du Vertbois.
La rue du Vertbois est une rue liégeoise qui va de la place Saint-Jacques à la place des Carmes. Cette rue est très ancienne et de multiples édifices religieux y avaient place. On peut citer entre autres, trois béguinages et une maison d'instruction chrétienne.

## Odonymie
Contrairement à ce que l'on pourrait croire, l'origine du mot « Vertbois » ne se trouve absolument pas dans la présence à cet endroit d’un quelconque massif boisé. À l’époque, c’étaient surtout  des terrains vagues et une végétation anarchique qui occupaient l'espace.
L'appellation trouve tout simplement son origine dans l'enseigne d'une auberge réputée dès le XVe siècle. À cette époque, les aubergistes avaient pour tradition de placer au-dessus de leur porte un rameau vert, coupé généralement du genévrier parce qu'il conserve longtemps sa verdure. Le « groenwess » en langage populaire se traduit par le Vert Bois.

## Historique
En 1701, le baron de Surlet, vicaire général, légua aux Incurables un grand terrain et de spacieux bâtiments dans cette artère.

## Patrimoine
- Hospice des Filles repenties ou des Orphelins ou encore des Incurables (classé au Patrimoine immobilier de la Région wallonne)
- L'immeuble d'angle avec la rue de l'Évêché possède quelques caractéristiques propres au style Art nouveau dont un sgraffite placé au-dessus de la travée d'angle et représentant un ardoisier au travail.